# 삼미금속
삼미금속 주식회사는 금강공업 계열의 금속 형단조 기업이다. 한국에서 가장 큰 해머를 보유하고 있으며 현대자동차의 상용부품을 공급하고 있다.